# Assedio di Bruxelles
L'assedio di Bruxelles si svolse tra il gennaio e il febbraio del 1746 durante i più vasti eventi della guerra di successione austriaca: un esercito francese sotto il maresciallo di Francia Maurizio di Sassonia pose l'assedio alla città di Bruxelles, all'epoca capoluogo dei Paesi Bassi austriaci, espugnandola facilmente dopo brevi combattimenti.

## L'assedio
Dopo l'importante successo ottenuto nella battaglia di Fontenoy l'11 maggio 1745, l'armata francese di Maurizio di Sassonia penetrò a fondo nei Paesi bassi austriaci; l'avanzata francese fu favorita dal ritiro delle truppe inglesi alleate degli austriaci, richiamate in patria dopo lo scoppio della rivolta giacobita del 1745: con pochi avversari davanti, Maurizio iniziò a espugnare una dopo l'altra svariate piazzeforti della regione, prendendo in rapida successione Gand, Oudenaarde, Bruges e Dendermonde.
Cogliendo di sorpresa gli avversari, Maurizio non acquartierò la sua armata per l'inverno ma avanzò su Bruxelles nel gennaio del 1746 con una forza di 22 000 uomini, ponendo l'assedio alla città; la guarnigione austriaca al comando del conte Eugène de Lannoy de la Motterie ammontava a 12 000 uomini, ma le fortificazioni di Bruxelles erano inadeguate a sostenere un assedio secondo i canoni della guerra moderna, costituite come erano da un vecchio muro medievale rinforzato nel XVII secolo da alcuni bastioni e rivellini costruiti dai precedenti dominatori spagnoli. L'assedio stesso durò solo tre settimane: dopo che l'artiglieria francese ebbe aperto due brecce nelle mura cittadine, la guarnigione austriaca si arrese al completo il 22 febbraio 1746 consegnando la città a Maurizio.
La caduta del capoluogo dei Paesi Bassi austriaci costrinse il governatore, conte Wenzel Anton von Kaunitz-Rietberg, a ritirarsi con la sua amministrazione ad Anversa più a nord; l'assedio danneggio l'immagine che von Kaunitz-Rietberg aveva degli alleati dell'Austria, principalmente il Regno di Gran Bretagna e la Repubblica delle Sette Province Unite, che riteneva non avessero fatto nulla per salvare Bruxelles dai francesi, e un decennio più tardi lo stesso von Kaunitz-Rietberg fu uno dei principali ispiratori dell'alleanza tra Francia e Austria e dell'abbandono da parte di Vienna dei suoi tradizionali legami con la Gran Bretagna. I francesi fecero seguire alla capitolazione di Bruxelles la caduta di altre piazzeforti come Mons e Namur, completando l'occupazione dei principali centri dei Paesi Bassi austriaci; Bruxelles rimase sotto occupazione francese fino alla sua restituzione all'Austria nel 1748 per effetto delle disposizioni del Trattato di Aquisgrana, anche se la guarnigione francese non evacuò la città fino al gennaio 1749